# Московка (Никольский сельсовет)
Моско́вка — деревня в Усманском районе Липецкой области России. Входит в состав Никольского сельсовета.

## География
Деревня находится в юго-восточной части Липецкой области, в лесостепной зоне, в пределах Окско-Донской равнины, при железнодорожной линии Ряжск — Чертково, на расстоянии примерно 11 километров (по прямой) к северу от города Усмань, административного центра района. Абсолютная высота — 166 метров над уровнем моря.
Климат
Климат умеренно континентальный с тёплым летом и умеренно холодной зимой. Абсолютный минимум температуры воздуха самого холодного месяца (января) составляет −39°С; абсолютный максимум самого тёплого (июля) — 38°С. Среднегодовое количество атмосферных осадков — 511 мм. Максимальное количество осадков выпадает в период с мая по октябрь.
Часовой пояс
Деревня Московка, как и вся Липецкая область, находится в часовой зоне МСК (московское время). Смещение применяемого времени относительно UTC составляет +3:00.

## Население
| 2010 | 2011 |
| ---- | ---- |
| 97   | →97  |

Гендерный состав
По данным Всероссийской переписи населения 2010 года в гендерной структуре населения мужчины составляли 39,2 %, женщины — соответственно 60,8 %.
Национальный состав
Согласно результатам переписи 2002 года, в национальной структуре населения русские составляли 99 % из 111 чел.

## Улицы
Уличная сеть деревни состоит из одной улицы (ул. 50 лет Октября).